# Monica Boëthius
Anna Valborg Monica Boëthius, född Palm den 16 februari 1928 i Ervalla församling, Örebro län, död 7 april 2009 i Maria Magdalena församling, Stockholm, var en svensk journalist, författare och översättare. Hon var 1950–1971 gift med förläggaren Jacob Boëthius.
Hon studerade vid Uppsala universitet och tog en filosofie kandidatexamen 1954. Hon var 1957–1960 redaktör för Fredrika Bremer-förbundets tidskrift Hertha, 1961–1982 verksam inom Sveriges Radio, 1982–1987 chefredaktör för tidningen Vi och 1988–1993 sekreterare för Arbetsmiljöfondens KOM-program. Inom Sveriges Radio började hon 1961 som producent, var 1966–1971 chef för Familjespegeln, 1972–1975 planeringschef för ljudradion och 1975–1982 programdirektör för Sveriges Lokalradio AB. Därutöver ägnade hon sig åt frilansverksamhet och skrev och översatte ett antal böcker.
Hon var 1978–1982 ordförande i Publicistklubben, den första kvinnan på den posten, och hade styrelseposter i flera stiftelser samt var ledamot av regeringens jämställdhetsdelegation. Monica Boëthius är gravsatt på Sandsborgskyrkogården i Stockholm.